# Robert Girardi
Robert Girardi (født 18. november 1961) er en amerikansk forfatter, der skriver  krimier og romaner og noveller om emner som mystik og religion i traditionen fra den amerikanske forfatter Graham Greene. Han er også manuskriptforfatter bl.a. til et afsnit af tv-serien Amys ret (Judging Amy).